# Overland 12
Overland 12 è una spedizione geografica della serie Overland, svoltasi quasi interamente nel continente africano. Il resoconto filmato, in 16 puntate, è stato trasmesso da Rai 1 nell'estate 2010 e nell'estate 2011.

## Il viaggio
La spedizione di Overland 12 è partita dal nord Italia nel gennaio 2010 con l'obbiettivo di percorrere nell'arco di sei mesi e circa 50.000 km la costa occidentale dell'Africa fino a Capo di Buona Speranza, per risalire poi fino al nord del continente attraverso l'Africa centrale.
I territori attraversati sono territori critici dal punto di vista ambientale, logistico e di sicurezza ma con grande varietà culturali, di paesaggio e fauna.
Durante il viaggio, Overland ha inoltre portato aiuto alle popolazioni e strutture incontrate grazie ai quattro medici che hanno partecipato alla spedizione susseguendosi nei vari periodi.
A capo delle 40 persone, alternatesi su 4 turni, Beppe Tenti, mentre Beppe Simonato ha fatto da capo nella gestione dei 6 mezzi Iveco utilizzati.
Tra i veicoli che hanno preso parte a questa spedizione anche due dei cosiddetti "musoni" 330.30 ANW, utilizzati fin dalla prima spedizione di Overland. I veicoli sono stati ristrutturati e riattrezzati per la spedizione e dotati di verricello. Altri quattro veicoli Iveco sono stati appositamente preparati, tra i quali un Iveco Daily 4x4 destinato al personale medico, un Trakker 6x6 attrezzato come officina mobile e due Massif 4x4 Gran Raid di supporto.
Overland 12 "Nel cuore dell'Africa nera", è composto da 16 filmati di 50 minuti circa: le prime 8 puntate riguardano il viaggio da Torino a Città del Capo e sono andate in onda su Rai 1 durante l'estate 2010, mentre le altre 8 puntate riguardano il viaggio di ritorno da Città del Capo a Roma e sono andate in onda dal 4 giugno 2011 alle 16.00.

## Dati tecnici
| Partenza:           | 3 gennaio da Torino, Italia                                       |
| Giro di boa:        | 21 marzo a Città del Capo, Sud Africa                             |
| Arrivo:             | 5 luglio Roma, Italia                                             |
| Km Totali:          | 50.000+                                                           |
| Mesi di Viaggio:    | 6                                                                 |
| Equipaggio:         | 16 persone (oltre 40 in rotazione su 5 turni)                     |
| Veicoli:            | 2x 330.30ANW; 1x Daily 5.5T 4x4; 1x Trakker 6x6; 2x Massif SW 4x4 |
| Paesi Attraversati: | oltre 30                                                          |